# کردستان (روزنامه)

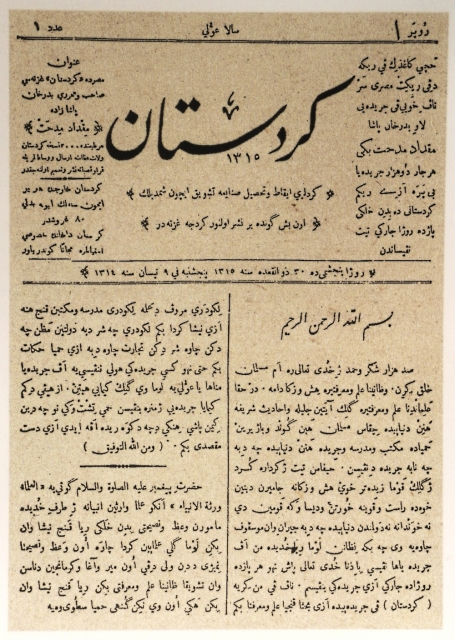
اولین صفحه از اولین شمارهٔ روزنامه کردستان، در ۲۲ آوریل ۱۸۹۸ م.

کردستان عنوان اولین روزنامهٔ کردی است که در ۲۲ آوریل ۱۸۹۸ در قاهرهٔ مصر توسط مقداد بدرخان و جلادت علی بدرخان انتشار می‌یافت.

## مکان و زمان انتشار
اولین شماره روزنامه کردستان در ۲۲ آوریل ۱۸۹۸ در قاهره از سوی مقداد مدحت بدرخان منتشر شد. شماره‌های ۱ تا ۵ آن در شهر قاهره مصر، شماره ۶ تا ۱۹ در شهر ژنو سوئیس، شماره ۲۰ تا ۲۳ مجدداً در قاهره، شماره ۲۴ در لندن، شماره ۲۵ تا ۲۹ در فوکستون انگلستان و شماره ۳۰ و ۳۱ باز هم در ژنو انتشار یافته‌است. آخرین شماره کردستان در ۱۴ آوریل ۱۹۰۲ به چاپ رسید و از آن زمان انتشار آن متوقف شد.